# Anton Adamowicz
Anton Adamowicz (biał. Антон Адамовіч; ur. 26 czerwca 1909 w Mińsku, zm. 12 czerwca 1998 w Nowym Jorku) – białoruski literaturoznawca, publicysta, krytyk literacki, prozaik, wydawca i działacz kulturalno-narodowy.
W latach 20. zaczął pisać o białoruskiej literaturze, w tym monografie białoruskich pisarzy. W 1926 została opublikowana pierwsza książka jego autorstwa. W 1928 ukończył mińskie technikum, po czym studiował na Białoruskim Uniwersytecie Państwowym w Mińsku. Współpracował ze stowarzyszeniem literackim "Uzwyszsza". W lipcu 1930 został aresztowany w sprawie Związku Wyzwolenia Białorusi i skazany na karę 5 lat więzienia. Odbywał ją w obwodzie kirowskim. W czerwcu 1937 ponownie aresztowało go NKWD, ale już w 1938 powrócił do Mińska. Ukończył studia i rozpoczął pracę nauczyciela w szkole średniej. Po zajęciu Białorusi przez wojska niemieckie podjął współpracę z okupantami. Stanął na czele oddziału wydawniczego administracji miejskiej Mińska. Redagował pismo "Biełaruskaja Hazeta". Był głównym redaktorem wydawnictwa "Miensk". Kierował Białoruskim Towarzystwem Naukowym. Od lata 1942 wchodził w skład Rady Głównej Białoruskiej Samopomocy Ludowej. Jednocześnie objął funkcję referenta ds. propagandy i prasy przy gauleiterze Wilhelmie Kube. W październiku 1943 wyjechał do Berlina, gdzie zaczął pracować w redakcji pisma "Ranica". Po zakończeniu wojny do 1949 przebywał w obozach dla przesiedleńców. Wydawał w nich pisma "Wiedamki", "Baćkauszczyna", "Konadni" і "Sakawik". Zajmował się też działalnością polityczną. W 1960 wyjechał do USA, gdzie kontynuował działalność kulturalno-wydawniczą. Był autorem recenzji literackich, przedmów do książek białoruskich autorów, referatów i artykułów dotyczących historii, kultury i literatury białoruskiej. Pracował w radiostacji "Swaboda". Został członkiem Rady Białoruskiej Republiki Ludowej na uchodźstwie.